# Basi e Bote
Basi e Bote è un'opera lirica di Riccardo Pick-Mangiagalli, su libretto di Arrigo Boito debuttò al Teatro Argentina di Roma il 3 marzo 1927 con Alessio De Paolis e Mariano Stabile (cantante).